# Reinhard Kokot
Reinhard Kokot (* 22. April 1953) ist ein ehemaliger deutscher Sprinter, der für die DDR startete.
In der 4-mal-400-Meter-Staffel wurde er bei den Leichtathletik-Europameisterschaften 1974 in Rom und beim Leichtathletik-Weltcup 1977 jeweils Vierter.
Seine persönliche Bestzeit über 400 Meter von 45,68 s stellte er am 8. Mai 1976 in Dresden auf.
Reinhard Kokot startete für den ASK Vorwärts Potsdam.